# ルシュノブジャンプ競技場

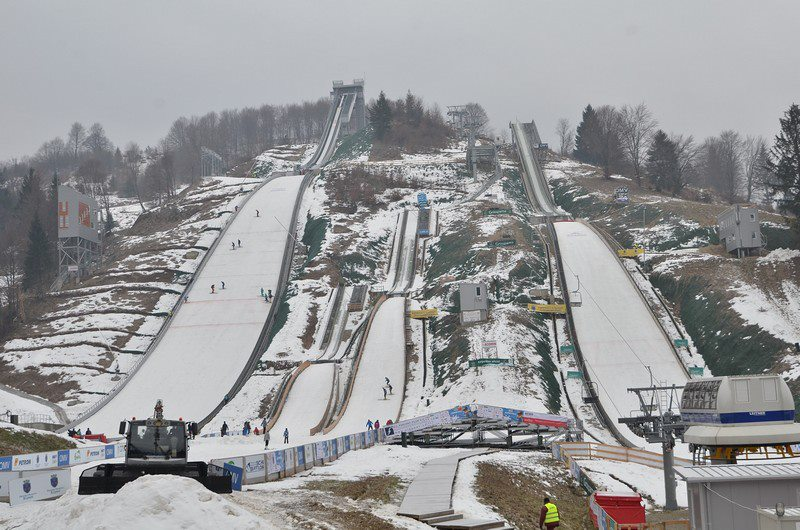
ルシュノブジャンプ競技場 (ルーマニア・ルシュノブ)

トランブリナ・ヴァレア・カルブナリィまたはルシュノブ・ジャンプ競技場 (ルシュノブジャンプきょうぎじょう、 ルーマニア語: Trambulină Valea Cărbunării、英語: Râșnov Ski Jump) は、ルーマニア・ブラショヴの近くのブラショヴ県ルシュノブにあるスキージャンプ競技場である。

## 概要
ルーマニア国内では、110メートルのティンティーナ (Tintina) に次ぐ2番目に大きなスキージャンプ台であるが、ティンティーナは現在使われていない。スキージャンプ複合施設になっていて、K点はそれぞれ90, 64, 35, 15 mの4つのジャンプ台で構成されている。そのうちFISスキージャンプ・ワールドカップで使われるノーマルヒルはK点90 m, ヒルサイズ97 mのジャンプ台である。
ノーマルヒルはルーマニアの建築家が設計し、2012年にオープンした。他の3つの小ジャンプ台は2011年オープンで、オーストリアの建築家クリスティアン・アスケ (Christian Aske) 設計した。建設費用は、国家地方開発・地方政府省とオーストリアの石油会社OMVの共同投資で、投資額は1500万ユーロであった。
ミディアムヒルは2012年より、ノーマルヒルは2013年より国際スキー連盟の夏・冬の競技に使われている。

## 参照項目
- スキージャンプ競技場